# Задача о совместном съёме квартиры
1. перенаправление Задача о совместном найме квартиры